# 1660-1669
De jaren 1660-1669 (van de christelijke jaartelling) zijn een decennium in de 17e eeuw.

## Meerjarige gebeurtenissen

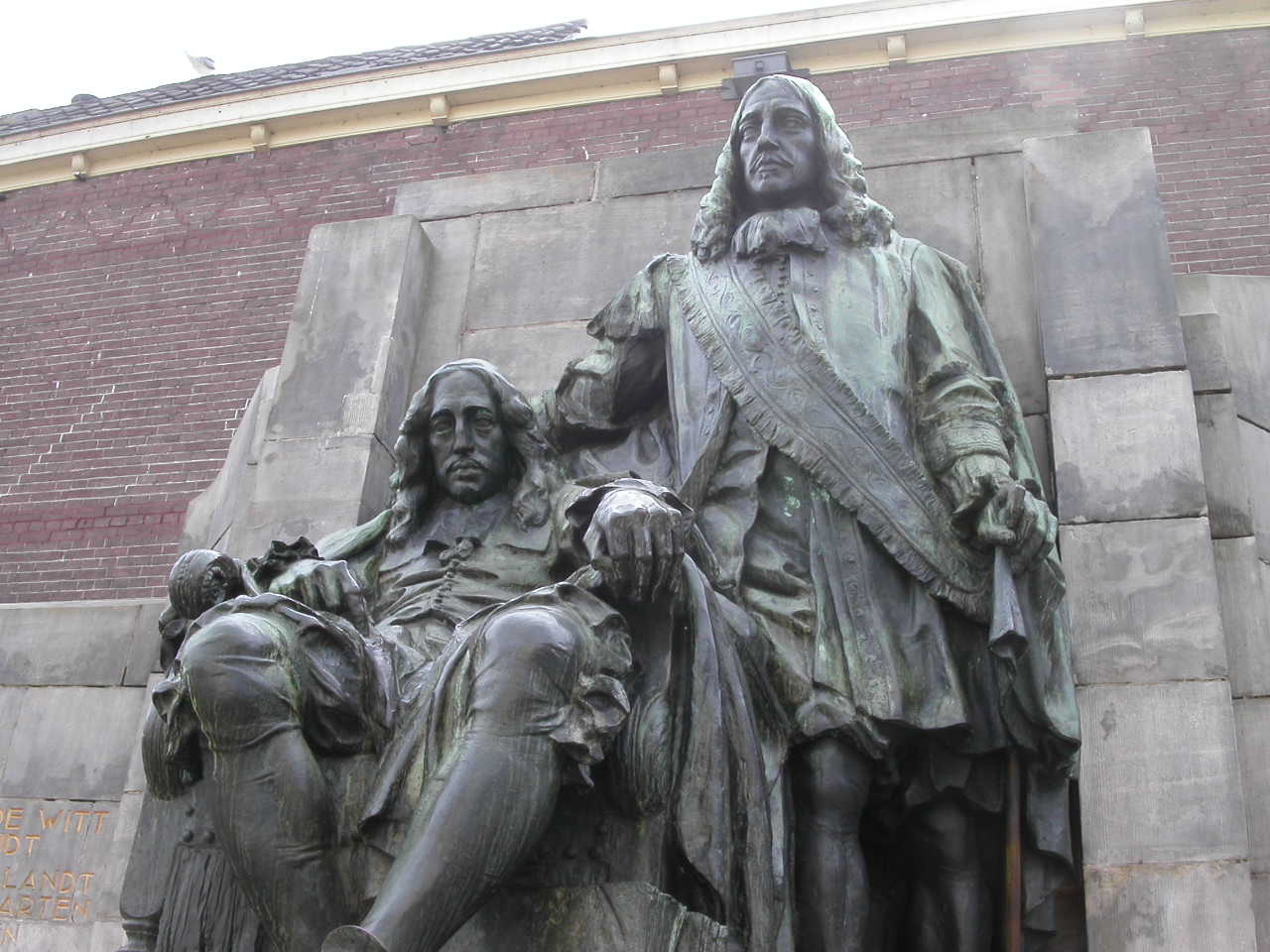
Standbeeld van Johan (links) en Cornelis de Witt in Dordrecht

### Europa
- 1660 : Na het Engels interregnum wordt Karel II uit het Huis Stuart tot koning verkozen.
- 1660-1663 : Engelse Scheepvaartwetten. de Akte van navigatie wordt opnieuw door het Engelse Parlement aangenomen. Deze scheepvaartwet bepaalt dat alle schepen waarvan niet de eigenaar, de kapitein en minstens driekwart van de matrozen Brits onderdaan zijn op straffe van verbeurdverklaring van schip en lading niet mogen varen op Groot-Brittannië of de Britse nederzettingen en koloniën. In 1663 wordt een tweede scheepvaartwet, de zogenaamde Staple Act, goedgekeurd. Deze nieuwe wet legt zowel import als export van de koloniale handel aan banden en is bedoeld om Engeland tot een stapelmarkt van koloniale waren te maken. De Engelse kolonies wordt verboden om rechtstreeks bepaalde goederen, zoals tabak, suiker en katoen uit te voeren naar niet-Engelse klanten. Ook wordt in Engeland de verbouw van tabak verboden zodat de kroon geen inkomsten van invoerbelastingen zal mislopen.
- 1662 : Karel II huwt met de katholieke Portugese Catharina van Bragança.
- 1664 : Slag bij Szentgotthárd. Het Keizerlijk leger (Heilige Roomse Rijk) stuit een Ottomaanse opmars.
- 1665-1666 : Pestepidemie in Londen en de Grote brand van Londen. De pestepidemie in Londen maakt 75.000 tot 100.000 slachtoffers, tot een vijfde van de bevolking van Londen. De Grote brand van Londen nadien maakt een einde aan de epidemie, maar verwoest wel een groot deel van de stad.
- 1665-1667 : Tweede Engels-Nederlandse Oorlog.
- 1667 : Vrede van Breda. Groot-Brittannië krijgt Nieuw-Amsterdam (Nieuw-Nederland), maar geeft Sint Eustatius en Saba terug. Het geeft Suriname over en Cormantijn, een basis in West-Afrika. Het versoepelt de Akte van Navigatie en geeft zijn claim op Pola Run in de Banda eilanden op. Dit is een grote overwinning voor de Republiek en vooral voor raadspensionaris Johan de Witt.
- 1661 : Kardinaal Jules Mazarin sterft, koning Lodewijk XIV , de "zonnekoning", roept zichzelf uit tot absolute vorst (L'état, c'est moi).
- 1667 : Verdrag van Androesovo maakt een einde aan de Pools-Russische Oorlog (1654-1667). Oekraïne wordt opgesplitst in Linkeroever-Oekraïne onder Russische invloed en Rechteroever-Oekraïne onder Poolse invloed.
- 1667-1668 : Devolutieoorlog. Lodewijk eist de Spaanse Nederlanden op als erfdeel voor zijn zoon Lodewijk le Grand Dauphin.
- 1668 : Verdrag van Aken. Frankrijk krijgt het zuidelijk deel van Vlaanderen tussen Duinkerke en Rijsel.
- 1668 : Koning Jan II Casimir van Polen moet aftreden en wordt opgevolgd door Michaël Korybut Wiśniowiecki.
- 1669 : De Republiek Venetië verliest het eiland Kreta aan de Ottomanen.

### Republiek der Verenigde Nederlanden
- 1661 : Partagetraktaat is een overeenkomst tussen de Republiek der Verenigde Nederlanden en de door Spanje geregeerde Zuidelijke Nederlanden omtrent de verdeling van de Landen van Overmaas in een Staats en een Spaans deel.
- 1663-1664 : Pestepidemie in Amsterdam. Amsterdam een machtige handelsstad met meer dan 100.000 inwoners wordt getroffen door de pest. De epidemie maakt ca. 20.000 slachtoffers, waaronder Hendrickje Stoffels, de partner van Rembrandt van Rijn.
- 1665-1667 : Tweede Engels-Nederlandse Oorlog (zie hierboven).
- 1665 : Eerste Münsterse Oorlog. Bisschop Christoph Bernhard von Galen valt Noord-Nederland binnen.
- 1667 - Het Eeuwig Edict wordt aangenomen in de Raad van Leiden. Daarin wordt het stadhouderschap voor altijd afgeschaft, en wordt gesteld dat de soevereiniteit niet bij de Unie, de Prins of zelfs maar bij de Staten van het gewest ligt, maar bij de individuele steden.
- 1668 : Triple Alliantie. Engeland, de Republiek der Zeven Verenigde Nederlanden en Zweden sluiten een verbond, om de expansiepolitiek van de Franse koning Lodewijk XIV te stoppen.

### Wereldhandel en kolonies
- 1660 : Ontstaan van de Nederlandse Slavenkust.
- 1661 : Jean-Baptiste Colbert, eerste minister van Frankrijk, zijn toepassing van mercantilisme, wordt later Colbertisme genoemd.
- 1661 - Vrede van Den Haag maakt een einde aan de Nederlands-Portugese Oorlog, waarbij Nieuw-Holland (Nederlands Brazilië) en Angola aan de Portugezen worden afgestaan. De Republiek krijgt ter compensatie 63 ton goud, Ceylon en de Molukken.
- 1662 : De VOC wil de Malabarkust veroveren omdat de Portugezen van daaruit Ceylon zouden kunnen heroveren. Rijklof van Goens doet twee keer een aanval op de Malabarkust
- 1663 : Cochin komt in handen van de Vereenigde Oostindische Compagnie.
- 1664 - Frankrijk richt de Franse Oost-Indische Compagnie op en stuurt een vloot naar Cayenne, dat al enige jaren in handen van de WIC is en verovert het gebied. De Witt gaat er niet op in omdat de Republiek al genoeg problemen heeft.
- 1664 - 11 augustus - De VOC weet een nieuw verdrag met Ayutthaya af te dwingen.
- 1664 - 24 september - Peter Stuyvesant capituleert en draagt Nieuw-Amsterdam over aan de Engelsen.
- 1666 - Na 13 jaar lukt het Hendrik Hamel en zeven anderen te ontkomen uit Korea. Met een klein scheepje varen ze naar Japan, waar ze zich meldden bij de VOC-handelspost Deshima. In opdracht van de VOC beschrijft Hamel de gebeurtenissen en het land. Door zijn verhaal gaat Korea leven in Europa.
- 1667 - Stichting van de kolonie Suriname. (zie de Geschiedenis van Nederlands-Guiana).

### Godsdienst
- 1666 In Rusland beginnen concilies die zullen leiden tot het schisma in de Russisch-orthodoxe kerk.
- Het schisma ("raskol") in de Russisch-orthodoxe kerk is een feit. De oudgelovigen scheiden zich, uit protest tegen de aangenomen kerkhervormingen, af van de hiërarchie van de Russische kerk. Hele dorpen van oudorthodoxen steken zich in brand.
- Door het in 1658 verschijnen in Europa van Sinicae Historiae , een werk van Martino Martini en verbonden aan de missie van de jezuïeten in China wordt een andere chronologische traditie bekend. Die Chinese traditie met zijn achtereenvolgende lijsten van heersers vanaf het begin van het derde millennium roept grote vragen op ten aanzien van de in Europa gehanteerde chronologie. Dat geldt dan in het bijzonder voor het idee van een universele zondvloed die immers ook geen Chinees zou kunnen hebben overleefd.
- In Amsterdam ontstaat een gezelschap vrijdenkers rond de schooldirecteur Franciscus van den Enden. De belangrijkste leden zijn Baruch de Spinoza en de broers Adriaan en Johannes Koerbagh. Hun publicaties brengen hen in moeilijkheden met de woordvoerders der publieke godsdienst: de calvinistische dominees. Spinoza duikt min of meer onder en geniet protectie van de Hollandse raadspensionaris Johan de Wit. Adriaan Koerbagh sterft in het Rasphuis. Van den Ende vlucht naar Frankrijk.

## Wetenschap en techniek
- Joan Blaeu geeft de Grooten Atlas uit met 600 kaarten in 9 banden.
- 1666 - Isaac Newton ontdekt de wet van de zwaartekracht.
- De Florentijnse Accademia del Cimento is geen lang leven beschoren, maar wordt nagevolgd door de Engelse Royal Society die nog steeds bestaat.
- In Brugge houdt stadsdokter Thomas Montanus de evolutie van de pest dag na dag bij. Alle besmette personen en hun familie worden genoteerd. Dit laat Montanus toe de omvang van de epidemie op de voet te volgen. Hij publiceert over de Brugse pest een verslagboek, Qualitas Loimodea sive pestis Brugana anni MDCLXVI.
- Met een vergroting van 30x heeft de Engelsman Robert Hooke de sterkste microscoop tot nu toe gebouwd. Hij ontdekt onder meer structuren in kurk en andere plantenmaterialen die hem aan de cellen van monniken doen denken, en die hij daarom ook cellen noemt. Ook suggereert hij een golftheorie van het licht.
- Anthoni van Leeuwenhoek slijpt zijn eigen lenzen en bouwt een microscoop. Hij ontdekt allerlei microscopisch leven.
- De meeste instrumenten van het Oude observatorium te Peking worden door de Vlaamse jezuïet Ferdinand Verbiest vernieuwd en verbeterd.
- de lijfarts van Lodewijk XIV, Jean-Baptiste Denis en zijn chirurgijn Paul Emmeretz experimenteren in 1667 met bloedtransfusie. Eerst op een jongen van 16 jaar, waarbij zij gebruikmaken van het bloed van een lam. In hetzelfde jaar passen ze de eerste bloedtransfusie toe van mens naar mens. Ze verbinden de slagader van een van hun proefpersonen met de ader van een andere persoon. Als er steeds meer ongelukken gebeuren, wordt Denis in Parijs voor het gerecht gesleept. Vanaf 1670 wordt de bloedtransfusie verboden.
- In 1661 wordt in Zweden het eerste bankbiljet geïntroduceerd.
- De Engelse Guinea is in 1663 de eerste machinaal geslagen munt.

## Kunst en cultuur

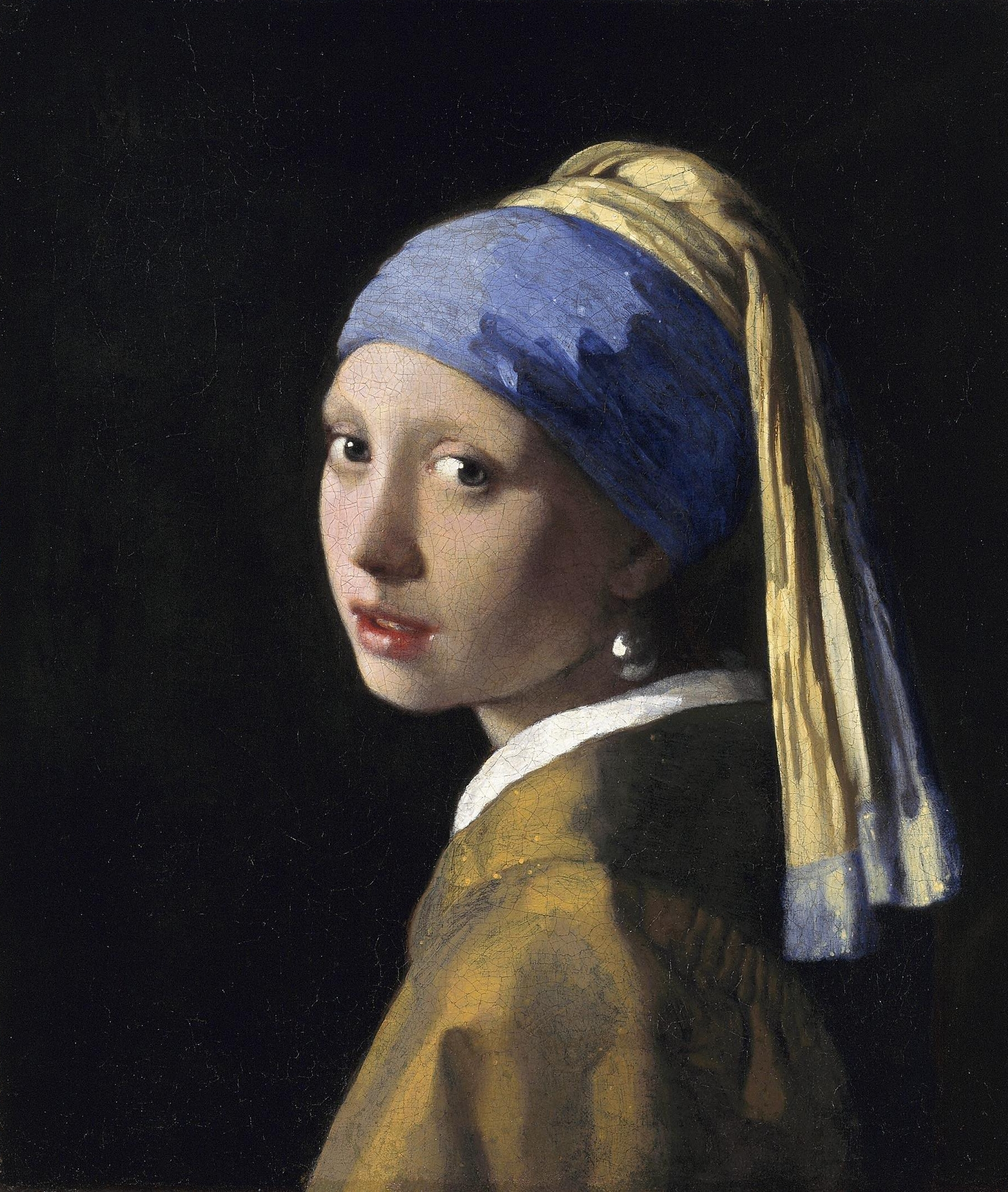
Johannes Vermeer:
Meisje met de parel (ca. 1665-1667)

- 1661 : Jean-Baptiste Lully wordt hofcomponist van Lodewijk XIV.
- Meest actieve schilderperiode van Johannes Vermeer. Hij schildert onder meer Meisje met de parel.
- De eerste Interslavische grammatica wordt in 1666 door de Kroatische priester Juraj Križanić uitgegeven. Hij noemt deze taal Ruski om de steun van de tsaar te verwerven, maar in werkelijkheid is de taal vooral een mengeling van het Kerkslavisch en het Servo-Kroatisch. Naast deze grammatica schrijft Križani? ook andere werken in deze taal, inclusief het traktaat Razgowôri ob wladátelystwu (1663-1666; later uitgegeven onder de titel Politika).

## Belangrijke personen

### Overleden
- 1665 : Koning Filips IV van Spanje sterft, hij wordt opgevolgd door zijn zoon Karel II van Spanje.

<< · 1660 · 1661 · 1662 · 1663 · 1664 · 1665 · 1666 · 1667 · 1668 · 1669 · >>
<< · 1600-1609 · 1610-1619 · 1620-1629 · 1630-1639 · 1640-1649 · 1650-1659 · 1660-1669 · 1670-1679 · 1680-1689 · 1690-1699 · >>